# ديفيد جون ويلسون
ديفيد جون ويلسون (بالإنجليزية: David John Wilson)‏ (و. 1887 – 1976 م) هو قاضي من الولايات المتحدة الأمريكية.

## التعليم
تعلم في جامعة بريغام يونغ.